# Тюлька звичайна
Тю́лька звича́йна (Clupeonella cultriventris) — риба родини оселедцевих (Clupeidae).

## Загальні відомості
Довжина тіла до 110 мм, вага до 9 г. Тіло видовжене, сплюснуте з боків, голова відносно велика. Хребців 41 — 43. Нижня щелепа довша за верхню. Забарвлення: спина темно-сіра, боки та черево — сріблясті. Тривалість життя 3—4 роки. Поширена в опріснених водах Чорного і Азовського морів, навесні у великій кількості заходить у пониззя Дніпра, Південного Бугу, Дністра, дельту Дунаю, може підійматися на 50—70 км уверх по течії, також може жити у водосховищах.
Нерест відбувається з квітня по червень, переважно в травні, у поверхневих шарах води. Ікра пелагічна. Живиться зоопланктоном, переважно дрібними ракоподібними. Цінна промислова риба, вміст жиру у тілі може досягати 18 %. У продаж потрапляє у свіжемороженому, солоному, копченому вигляді, а також у вигляді консервів. Має велике значення як кормова база для хижих риб, зокрема судака.
Використовують у тваринництві, зокрема у вигодовуванні свиней.

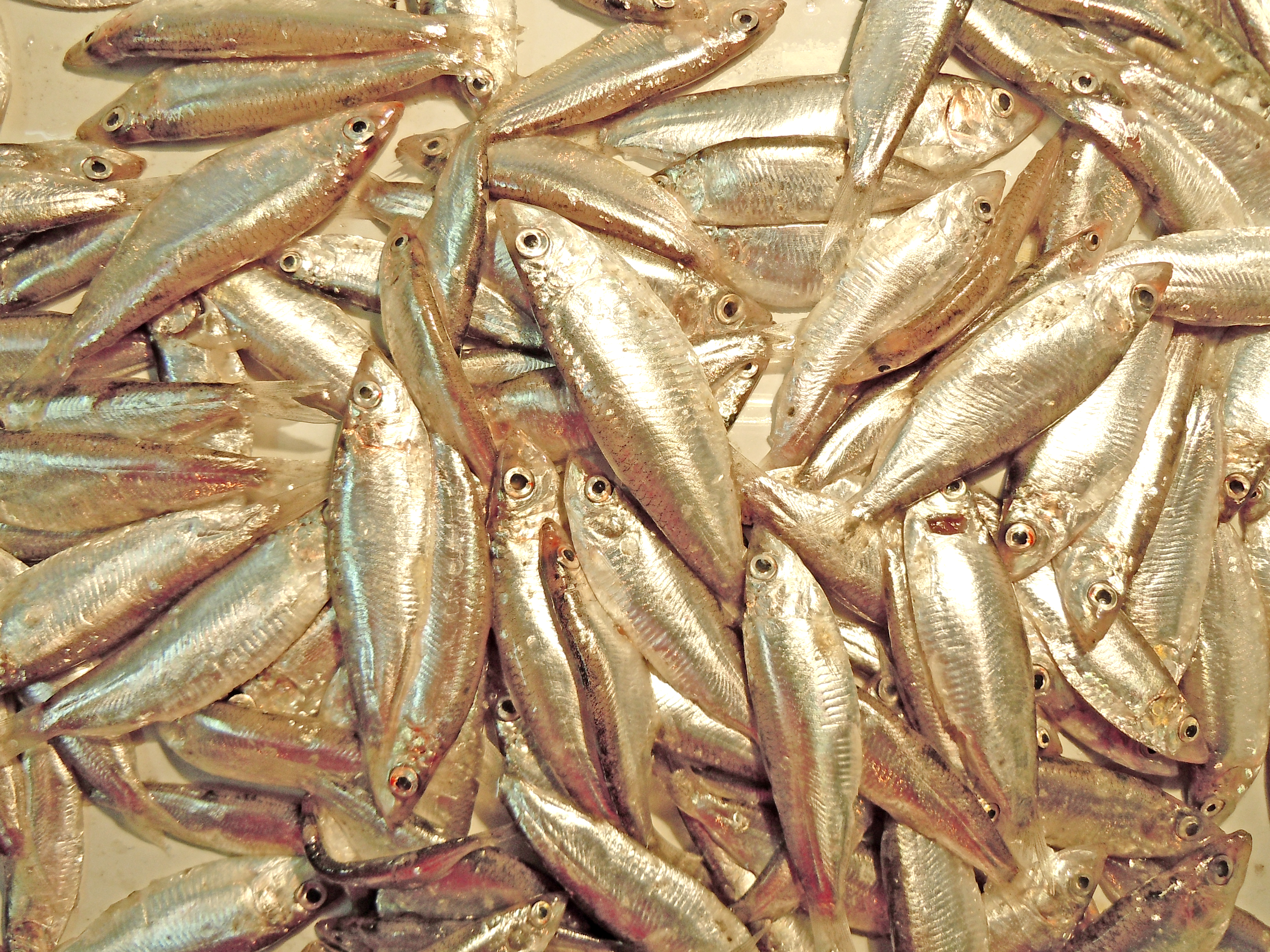
Улов тюльки

## Охорона
На більшій частині ареалу стан природних популяцій виду залишається більш-менш стабільним. Саме тому він, згідно з Червоним списком МСОП, отримав охоронний статус «відносно благополучний вид». Але в окремих регіонах спостерігається тенденція до зниження чисельності популяції виду. Тому тюлька чорноморська занесена до Червоної книги Чорного моря (охоронна категорія: вид перебуває у небезпечному стані).